# Río Papunáua
 (avril 2014).
Le río Papunáua est une rivière de Colombie et un affluent du río Inírida, donc un sous-affluent de l'Orénoque par le río Guaviare.

## Géographie
Le río Papunáua prend sa source dans la réserve nationale naturelle de Nukak (département de Guaviare), réserve naturelle qu'il limite à l'est. Il coule ensuite vers le nord-est avant de rejoindre le río Inírida au niveau du corregimiento départemental de Morichal Nuevo.
Sur la plus grande partie de son cours, le río Papunáua sert de frontière naturelle entre le département de Guaviare et les départements de Vaupés et Vichada.

## Économie
Le río Papunáua est la principale voie de transport du corregimiento départemental de Papunahua.